# Kosmos 80
Kosmos 80 – radziecki satelita telekomunikacyjny wysłany wraz z bliźniaczymi Kosmos 81, 82, 83, 84. Dwudziesty statek typu Strzała.
Satelita pozostaje na orbicie okołoziemskiej, które trwałość szacowana jest na 10 000 lat.